# Вирхиния Руано Паскуал
Вирхиния Руано Паскуал (на испански: Virginia Ruano Pascual) е професионална тенисистка от Испания. Тя започва професионалната си кариера през 1992 г.
Вирхиния Руано Паскуал е една от емблематичните състезателки в турнирите на двойки. В професионалната си кариера е спечелила 43 титли на двойки и 3 титли на сингъл. Руано Паскуал има спечелени три титли с представителния тим на Испания в отборната надпревара „Фед Къп“ (1993, 1994, 1995). Испанската спортистка става двукратен сребърен медалист на състезанията по тенис на олимпиадите в Атина през 2004 г. и в Пекин през 2008 г. През 2002 г., печели наградата на Женската тенис асоциация за най-добър женски дует заедно с аржентинката Паола Суарес.
В турнирите от Големия шлем, Вирхиния Руано Паскуал има спечелени 10 титли на двойки. В осем от тях, испанската тенисистка си партнира с Паола Суарес от Аржентина, а две от титлите печели със сънародничката си Анабел Медина Гаригес. Първата си титла на турнир от Големия шлем печели през 2001 г., по време на Откритото първенство на Франция, заедно с Паола Суарес. Във финалната среща испанката и нейната партньорка побеждават Йелена Докич и Кончита Мартинес с резултат 6:2, 6:1. През годините печели още шест пъти изданията на „Ролан Гарос“.
През 2001 г., Вирхиния Руано Паскуал печели шампионската титла на смесени двойки, по време на „Откритото първенство на Франция“. Във финалната среща, тя си партнира с Томас Карбонели, заедно с когото побеждават Джейми Осенс и Паола Суарес с резултат 7:5 и 6:3.
Най-доброто си класиране на двойки в ранглистата на женския тенис, Вирхиния Руано Паскуал достига на 8 септември 2003 г., когато заема първа позиция в класацията.